# Вёртер-Зе
Вёртер-Зе, Вёртское озеро (нем. Wörthersee, словен. Vrbsko jezero) — озеро на юге Австрии, в Каринтии (крупнейшее по площади озеро федеральной земли), близ границы со Словенией. Расположено на высоте 439 м, имеет вытянутые в широтном направлении очертания; длина его составляет 16,5 км, максимальная ширина — 2 км, площадь — 19,39 км². Площадь водосборного бассейна — 162,1 км².
Принадлежит к бассейну Дуная (сток из озера обеспечивает река Гланфурт), в озеро впадают реки Рейфницбах, Пиркербах.
В зимнее время берега Вёртер-Зе часто покрываются снегом, а примерно раз в 10 лет озеро полностью замерзает, привлекая поклонников коньков.
Вёртер-Зе — популярный туристический район (ещё до середины XIX века здесь жили лишь небогатые крестьяне, но после постройки Южно-Австрийской железной дороги в 1864 году озеро быстро превратилось в престижное место отдыха для венской аристократии). Тогда же, в середине XIX столетия, на озере стало развиваться судоходство, сначала служившее для перевозки пассажиров, а с течением времени всё в большей степени для развлечения туристов.
В настоящее время северное побережье озера густо застроено, южное урбанизировано в меньше степени. Близ восточного побережья озера лежит город Клагенфурт-ам-Вёртерзе — столица Каринтии, также на берегу Вёртер-Зе расположены населённые пункты Фельден-ам-Вёртерзе, Крумпендорф-ам-Вёртерзе, Пёрчах-ам-Вёртерзе.